# Просторненский сельский совет
Просторненский сельский совет (укр. Просторненська сільська рада, крымскотат. Yañı Şirin köy şurası) — согласно законодательству Украины — административно-территориальная единица в Джанкойском районе Автономной Республики Крым, расположенная в восточной части Джанкойского района, в степной зоне полуострова, на побережье Сиваша, у границы с Нижнегорским районом. Население по переписи 2001 года — 2641 человек.
К 2014 году сельсовет состоял из 7 сёл:
- Просторное
- Антоновка
- Апрелевка
- Бородино
- Нижние Острожки
- Славянское
- Стефановка

## История
Просторненский сельский совет был образован к 1960 году в составе Азовского района и на 15 июня 1960 года в составе сельсовета числились населённые пункты:

| - Антоновка - Артезианское - Большой Кут - Бородино - Благодатное - Верхние Отрожки - Видное - Владимировка - Глебово - Нижние Отрожки - Ново-Константиновка | - Ново-Павловка - Ново-Фёдоровка - Озерки - Прозрачное - Просторное - Родное - Сивашное - Славянское - Стальное - Стефановка - Толстово |

Указом Президиума Верховного Совета УССР «Об укрупнении сельских районов Крымской области», от 30 декабря 1962 года Азовский район был упразднён и сельсовет присоединили к Джанкойскому. На 1968 год в состав совета добавились Гостеприимное, Светлое и Шаги и были упразднены Большой Кут, Верхние Отрожки, Видное, Глебово, Сивашное и Толстово.
К 1977 году Шаги ликвидированы, также был создан Стальненский сельский совет, куда отошли сёла Многоводное, Ново-Константиновка, Ново-Павловка, Ново-Фёдоровка, Озерки, Прозрачное, Родное и Стальное. 16 августа 1986 года из состава Просторненского был выделен Светловский сельский совет в составе сёл Благодатное и Светлое и совет обрёл современный состав. С 12 февраля 1991 года сельсовет в восстановленной Крымской АССР, 26 февраля 1992 года переименованной в Автономную Республику Крым. С 21 марта 2014 года в составе Крыма аннексирован Россией. Законом «Об установлении границ муниципальных образований и статусе муниципальных образований в Республике Крым» от 4 июня 2014 года территория административной единицы была объявлена муниципальным образованием со статусом сельского поселения.